# Acerbis Design
Acerbis Design è un'azienda italiana operante nel settore dell'arredo, fondata nel 1870 nella Valle Seriana da Benvenuto Acerbis.

## Storia
Nel 1870 Benvenuto Acerbis fonda ad Albino la bottega di falegnameria "Benvenuto Acerbis Tappezzerie, Falegname e Carpentiere. Fabbrica Mobiglia a Motore Elettrico. Impianti Completi". 
La Acerbis ha sempre mantenuto una conduzione familiare: negli anni '60 con l'arrivo di Lodovico Acerbis, terza generazione, l'azienda è passata da una lavorazione artigianale ad una produzione in serie e a collaborare con alcuni designer esterni all'azienda. Nel 1963 Acerbis diventa Acerbis International, e sposta la sua sede a Seriate. 

La collaborazione fra Giotto Stoppino e Lodovico Acerbis dà vita a prodotti come la credenza Sheraton, premiato Compasso d'Oro nel 1979,, Brooklyn e Quartetto. La ricerca di nuovi materiali, tecnologie e le laccature lucide al poliestere diventano una caratteristica dell'azienda.
Oltre a Stoppino, l'attività aziendale ha vissuto collaborazioni con Lella e Massimo Vignelli, Nanda Vigo, Vico Magistretti, Gianfranco Frattini.
Nel 2019 Acerbis è stata acquisita dall’azienda di design MDF Italia; trasferisce quindi la propria sede a Mariano Comense.